# Listă de localități din raionul Ungheni
Această listă conține satele și orașele din raionul Ungheni, Republica Moldova.
| Denumire          | oraș / centru de comună / sat  |
| ----------------- | ------------------------------ |
| Agronomovca       | centru de comună               |
| Alexeevca         | centru de comună               |
| Blindești         | sat în comuna Sculeni          |
| Boghenii Noi      | centru de comună               |
| Boghenii Vechi    | sat în comuna Boghenii Noi     |
| Buciumeni         | centru de comună               |
| Bulhac            | sat în comuna Cioropcani       |
| Bumbăta           | sat (comună)                   |
| Bușila            | sat (comună)                   |
| Buzduganii de Jos | sat în comuna Valea Mare       |
| Buzduganii de Sus | sat în comuna Valea Mare       |
| Cetireni          | sat (comună)                   |
| Chirileni         | sat (comună)                   |
| Cioropcani        | centru de comună               |
| Condrătești       | centru de comună               |
| Cornești          | oraș                           |
| Cornești          | sat (comună)                   |
| Cornova           | sat (comună)                   |
| Costuleni         | sat (comună)                   |
| Coșeni            | sat în comuna Negurenii Vechi  |
| Curtoaia          | sat în comuna Condrătești      |
| Drujba            | sat în comuna Hîrcești         |
| Elizavetovca      | sat în comuna Zagarancea       |
| Floreni           | sat în comuna Sculeni          |
| Florești          | sat în comuna Buciumeni        |
| Florițoaia Nouă   | sat în comuna Florițoaia Veche |
| Florițoaia Veche  | centru de comună               |
| Frăsinești        | sat în comuna Măcărești        |
| Gherman           | sat în comuna Sculeni          |
| Grăseni           | sat în comuna Todirești        |
| Grozasca          | sat în comuna Florițoaia Veche |
| Hîrcești          | centru de comună               |
| Hristoforovca     | sat în comuna Pîrlița          |
| Izvoreni          | sat în comuna Boghenii Noi     |
| Leordoaia         | sat în comuna Hîrcești         |
| Lidovca           | sat în comuna Alexeevca        |
| Măcărești         | centru de comună               |
| Măgurele          | sat (comună)                   |
| Mănoilești        | centru de comună               |
| Medeleni          | sat în comuna Petrești         |
| Mircești          | sat în comuna Boghenii Noi     |
| Mînzătești        | sat în comuna Hîrcești         |
| Morenii Noi       | centru de comună               |
| Morenii Vechi     | sat în comuna Valea Mare       |
| Năpădeni          | sat (comună)                   |
| Negurenii Noi     | sat în comuna Agronomovca      |
| Negurenii Vechi   | centru de comună               |
| Novaia Nicolaevca | sat în comuna Mănoilești       |
| Petrești          | centru de comună               |
| Pîrlița           | centru de comună               |
| Poiana            | sat în comuna Boghenii Noi     |
| Pojarna           | sat în comuna Sinești          |
| Rădenii Vechi     | sat (comună)                   |
| Rezina            | sat în comuna Mănoilești       |
| Romanovca         | sat în orașul Cornești         |
| Sculeni           | centru de comună               |
| Săghieni          | sat în comuna Alexeevca        |
| Semeni            | sat în comuna Zagarancea       |
| Sinești           | centru de comună               |
| Stolniceni        | sat în comuna Cioropcani       |
| Șicovăț           | sat în comuna Morenii Noi      |
| Teșcureni         | sat (comună)                   |
| Todirești         | centru de comună               |
| Țîghira           | sat în comuna Negurenii Vechi  |
| Ungheni           | municipiu, reședința raionului |
| Unțești           | sat (comună)                   |
| Valea Mare        | centru de comună               |
| Veverița          | sat în comuna Hîrcești         |
| Vulpești          | sat în comuna Mănoilești       |
| Zagarancea        | centru de comună               |
| Zăzulenii Noi     | sat în comuna Agronomovca      |
| Zăzulenii Vechi   | sat în comuna Negurenii Vechi  |